# X-wing
Myśliwiec Incom T-65, popularnie zwany X-wingiem, to jeden z najczęściej pojawiających się typów statków kosmicznych świata Gwiezdnych wojen. Został zaprojektowany przed Bitwą o Yavin w zakładach Incom na bazie republikańskich myśliwców typu Z-95. Ponieważ pracownicy zespołu projektowo-konstrukcyjnego przeszli na stronę Rebelii, to ona uzyskała projekty pojazdu i rozpoczęła jego produkcję. X-wingi są uzbrojone w cztery działka laserowe umieszczone na końcach rozkładanych skrzydeł, oraz dwie wyrzutnie torped protonowych, mogące pomieścić w sumie 6 takich pocisków. Standardowo pilotowi pomaga w nawigacji droid astromechaniczny (najczęściej stosowane typy to Industrial Automaton R2 i R4), który może też przeprowadzać w czasie lotu pomniejsze naprawy.

## Historia
Myśliwce X-wing stanowiły trzon floty Rebeliantów, a później także Nowej Republiki, i w bitwie o Bazę Starkiler w 7 części. Odegrały znaczącą rolę w czasie Bitwy o Yavin. Luke Skywalker, pilotujący wtedy myśliwiec tego typu, po zaledwie kilkugodzinnym szkoleniu przeprowadził skuteczny atak na Gwiazdę Śmierci i zniszczył ją. W czasie Bitwy o Endor Wedge Antilles, również za sterami X-winga, współpracując z Lando Calrissianem pilotującym Sokoła Millennium, zniszczył drugą Gwiazdę Śmierci. Podczas późniejszych kampanii X-wingi wielokrotnie pojawiały się na polach bitew. Najsłynniejsze eskadry, używające głównie X-wingów, to Eskadra Łotrów oraz Eskadra Bliźniaczych Słońc.
Na krótko przed inwazją Yuuzhan Vongów do produkcji trafił najnowszy model X-winga, typ XJ.

## Elitarne eskadry X-wingów
- Eskadra Łotrów
- Eskadra Widm

## Najznamienitsi piloci X-wingów
- Luke Skywalker
- Wedge Antilles
- Biggs Darklighter
- Corran Horn
- Poe Dameron